# Réseau de surveillance volcanologique et sismologique de Mayotte
Le réseau de surveillance volcanologique et sismologique de Mayotte ou REVOSIMA est un observatoire volcanologique français en cours de constitution en 2019.

## Fonctions
Le REVOSIMA est opéré par l'Institut de physique du globe de Paris,avec le soutien du BRGM et est sous la responsabilité de l’observatoire volcanologique du Piton de la Fournaise (OVPF-IPGP) et de la direction régionale du BRGM à Mayotte. Il est chargé de la surveillance du volcan sous-marin Fani Maoré, découvert en 2019, au large de Mayotte.